# Hülya Avşar
Hülya Avşar (* 10. října 1963) je kurdsko-turecká herečka, folklórová zpěvačka, businessmanka, fejetonistka, módní návrhářka, redaktorka časopisu a držitelka titulu královny krásy.

## Vzdělání a kariéra
Odmaturovala na univerzitě v Ankaře a začala profesionálně plavat. V roce 1982 se společně s rodinou přestěhovala do Istanbulu. Hülya se zúčastnila soutěže krásy organizované časopisem Bulvar, kde se umístila jako první. Později však časopis vzal ocenění zpět, protože pořadatelé zjistili, že už byla nějakou dobu vdaná. V roce 1983 debutovala jako herečka ve filmu Haram. V následujících letech hrála ve více než sedmdesáti filmech a vyhrála ocenění za nejlepší herečku na 18. mezinárodním filmovém festivalu v Moskvě. Kromě toho odstartovala svou pěveckou kariéru a uspořádala celostátní turné. Vydala osm alb a dva singly.
V roce 2000 získala ocenění za nejlepší zpěvačku od Kral TV. Později téhož roku psala pro noviny Günaydin fejetony. Chvíli byla také redaktorkou měsíčníku Hülya. Hrála tenis v amatérských soutěžích a vyhrála v šampionátu TED 2001. Také vystupovala v televizní show The Voice, kde v letech 2011-13 dělala porotkyni.
Velmi významná role byla Safiye Sultan v tureckém televizním seriálu Muhteşem Yüzyıl: Kösem.

## Osobní život
Hülya se narodila v Edremitu kurdskému otci z Ardahanu a turecké matce z Edremitu. V televizním interview uvedla, že její otec se jmenoval Ello a její rodné kurdské jméno bylo Malakan. V roce 1979 se provdala za Mehmeta Tecirliho, který studoval inženýrství. Krátce na to se však rozvedli. Podruhé se provdala v roce 1997 za Kayu Çilingiroğlu. S tím se rozvedla v roce 2005. Měli spolu dceru Zehru. Partnerský vztah udržovala také s držitelem zlaté kopačky za sezonu 1987-88, fotbalistou Tanju Çolakem a businessmanem Sadettin Saranem v letech 2007-10.